# Tuffi ai Giochi della XVII Olimpiade
Le gare di tuffi dei Giochi olimpici di Roma si svolsero complessivamente dal 26 agosto al 2 settembre 1960 negli impianti del Complesso natatorio del Foro Italico.
Gli eventi disputati furono quattro: la piattaforma 10 metri e il trampolino 3 metri, sia al maschile che al femminile. L'atleta più titolata fu la tedesca Ingrid Krämer, vincitrice di entrambe le gare femminili, mentre la nazione più medagliata furono gli Stati Uniti, con due ori e quattro argenti.

## Sede di gara

La struttura dedicata ai tuffi

Le competizioni si svolsero nella piscina dedicata ai tuffi del Complesso natatorio del Foro Italico, costruita per l'occasione.
La piscina era scoperta e misurava 18 m × 20 m con una profondità dai 4,5 m ai 5 m; la struttura per i tuffi era dotata di quattro trampolini e quattro piattaforme, con un ascensore per raggiungere quella da 10 metri.
È stata l'ultima occasione fino a Los Angeles 1984 in cui i tuffi si svolsero in una struttura all'aperto.

## Nazioni e partecipanti
Gli atleti partecipanti furono in totale 74 (49 uomini e 45 donne), in rappresentanza di 24 nazioni. Il più giovane atleta in gara fu il polacco Jerzy Kowalewski, che aveva all'epoca 16 anni e 114 giorni; l'atleta più anziana fu la svedese Birte Hanson (36 anni e 155 giorni). Le nazioni in gara:
- Australia
- Austria
- Brasile
- Canada
- Cecoslovacchia
- Colombia
- Danimarca
- Corea del Sud

- Finlandia
- Francia
- Squadra Unificata Tedesca
- Gran Bretagna
- Giappone
- Italia
- Messico
- Paesi Bassi

- Polonia
- Rep. Araba Unita
- Rhodesia Meridionale
- Svezia
- Svizzera
- Stati Uniti
- Ungheria
- Unione Sovietica

## Calendario
| Tuffi ai Giochi della XVII Olimpiade | Tuffi ai Giochi della XVII Olimpiade | Tuffi ai Giochi della XVII Olimpiade | Tuffi ai Giochi della XVII Olimpiade | Tuffi ai Giochi della XVII Olimpiade | Tuffi ai Giochi della XVII Olimpiade | Tuffi ai Giochi della XVII Olimpiade | Tuffi ai Giochi della XVII Olimpiade | Tuffi ai Giochi della XVII Olimpiade | Tuffi ai Giochi della XVII Olimpiade |
| agosto/settembre 1960                | 26                                   | 27                                   | 28                                   | 29                                   | 30                                   | 31                                   | 1                                    | 2                                    | Totale                               |
| ------------------------------------ | ------------------------------------ | ------------------------------------ | ------------------------------------ | ------------------------------------ | ------------------------------------ | ------------------------------------ | ------------------------------------ | ------------------------------------ | ------------------------------------ |
| Uomini                               | -                                    | T 3 m                                | -                                    | T 3 m                                | -                                    | P 10 m                               | P 10 m                               | P 10 m                               | 2                                    |
| Donne                                | T 3 m                                | T 3 m                                | -                                    | P 10 m                               | P 10 m                               | -                                    | -                                    | -                                    | 2                                    |
| Totale                               | -                                    | 1                                    | -                                    | 1                                    | 1                                    | -                                    | -                                    | 1                                    | 4                                    |

|  | Turni preliminari |  | FINALI |

## Medagliere

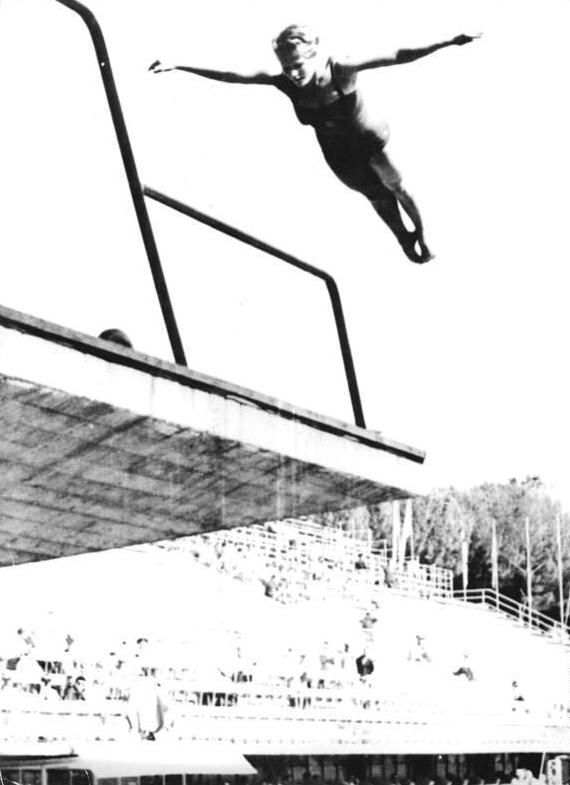
Ingrid Krämer durante la finale dalla piattaforma

Robert Webster nel corso della finale dalla piattaforma

| Posizione | Paese                     | Oro | Argento | Bronzo | Totale |
| --------- | ------------------------- | --- | ------- | ------ | ------ |
| 1         | Stati Uniti               | 2   | 4       | 0      | 6      |
| 2         | Squadra Unificata Tedesca | 2   | 0       | 0      | 2      |
| 3         | Gran Bretagna             | 0   | 0       | 2      | 2      |
| 4         | Messico                   | 0   | 0       | 1      | 1      |
| 4         | Unione Sovietica          | 0   | 0       | 1      | 1      |
| Totale    | Totale                    | 4   | 4       | 4      | 12     |

## Podi

### Uomini
| Evento                      | Oro            | Perform. | Argento     | Perform. | Bronzo       | Perform. |
| Trampolino 3 m (dettagli)   | Gary Tobian    | 170.00   | Samuel Hall | 167.08   | Juan Botella | 162.30   |
| Piattaforma 10 m (dettagli) | Robert Webster | 165.56   | Gary Tobian | 165.25   | Brian Phelps | 157.13   |

### Donne
| Evento                      | Oro           | Perform. | Argento          | Perform. | Bronzo         | Perform. |
| Trampolino 3 m (dettagli)   | Ingrid Krämer | 155.81   | Paula Myers-Pope | 141.24   | Liz Ferris     | 139.09   |
| Piattaforma 10 m (dettagli) | Ingrid Krämer | 91.28    | Paula Myers-Pope | 89.24    | Ninel' Krutova | 86.99    |